# Consiliul Național al Femeilor
Consiliul Național al Femeilor reprezenta principalul organ de conducere a mișcării de femei din perioada 1958-1989. Consiliul promova arhetipul femeii active, astfel că marea majoritate a membrilor venea din rândul muncitoarelor fruntașe în producție, țărăncilor muncitoare, fruntașe în sectorul socialist și individual al agriculturii, funcționarelor sau al mamelor eroine.

### Desemnarea primului Consiliu Național al Femeilor
Ca și formă de organizare, activitatea Consiliului se sprijinea pe o structură piramidală, având filiale la nivel regional, raional, orășenesc, comunal și sătesc. În vederea alegerii noilor comitete de femei la nivel regional, raional, orășenesc și bineînțeles a Consiliului Național al Femeilor, în perioada 12 noiembrie-10 decembrie 1957 au fost constituite comitete organizatorice ale femeilor, formate din 21-35 de membre. La constituirea acestor comitete au participat comisiile de femei de pe lângă sfaturile populare regionale, raionale și orășenești, reprezentanți ai organizațiilor de masă și bineînțeles, viitoarele membre. Aproximativ 400.000 de femei au fost alese ca reprezentante ale comitetelor și comisiilor, care lucrau la promovarea femeilor, în special în acele ramuri ale industriei în care proporția acestora nu era una semnificativă. Totodată, planurile de activitate prevedeau și ridicarea nivelului de cultură a femeilor prin organizarea de cercuri de lectură și de conferințe pe teme legate de agricultură și zootehnie. Per ansamblu, activitatea organizației feminine și-a propus formarea și dezvoltarea conștiinței socialiste a femeilor.

### Consiliul Național al Femeilor în timpul regimului Gheorghe Gheorghiu-Dej
În această perioadă se poate observa o schimbare de percepție în ceea ce privește rolul femeii în societate, încercându-se atragerea femeilor în producție, în activitatea obștească. Sarcinile și atribuțiile comitetelor de femei din mediul urban se diferenția de cele din mediul rural. De la femeile casnice se aștepta o îmbunătățire constantă a performanțelor de mamă și soție, fiind îndrumate către cursuri practice de gospodărie, croitorie, lucru de mână etc. În schimb, pentru femeile care activau pe piața muncii, proiectele vizau reducerea timpului dedicat activităților casnice, prin înființarea unor unități de deservire la domiciliu care să acopere parțial atribuțiile casnice ale femeii (aprovizionare, gătit, spălat, curățenie). 
Comitetele și comisiile de femei din mediul rural se preocupau de îmbunătățirea constantă a diferitelor activități agricole. Totodată, se tindea la ridicarea gradului de alfabetizare în rândul femeilor, prin organizarea de cursuri și cercuri de lectură. 
O altă activitate ale Comitetelor de femei care merită amintită este organizarea unor echipe sanitare ce aveau rolul de a contribui la îmbunătățirea sistemului sanitar, la reducerea cazurilor de îmbolnăvire la copii și la reducerea mortalității infantile.

### Consiliul Național al Femeilor în primii ani ai guvernării Nicolae Ceaușescu
Odată cu venirea la putere al lui Nicolae Ceaușescu, a fost convocată Conferința Națională a Femeilor, în cadrul căreia au fost tranșate prioritățile organizațiilor de femei pentru următorii ani. Acestea se refereau la asigurarea participării tuturor categoriilor de femei, substituirea unor funcții ale instituțiilor statului, prin participarea femeilor la activitățile de control obștesc din domeniul comerțului și al activității gospodărești-edilitare, atât la oraș cât și la sat. 
Cu toate că în această perioadă posibilitatea achiziționării de aparatură electrocasnică și lărgirea rețelei publice de autoserviri conduce la reducerea timpului alocat activităților casnice, femeia continuă să fie considerată ca fiind unica responsabilă pentru efectuarea acestor activități. Totodată, în această perioadă se observă preocuparea față de creșterea natalității și descurajarea divorțului, tradusă în măsuri coercitive precum incriminarea avortului.